# Peter Hammond (Regisseur)
Peter Hammond (eigentlich Peter Charles Hammond Hill; * 23. November 1923 in London, England; † 12. Oktober 2011 ebenda) war ein britischer Schauspieler und Fernsehregisseur.

## Leben
Hammond debütierte 1945 in Waterloo Road und spielte für etwas mehr als ein Jahrzehnt die Rolle des gutaussehenden jungen Mannes von nebenan. Bekannt wurde er unter anderem durch die Filme um die fiktionale „Huggett“-Familie. Den Großteil seiner Rollen spielte er jedoch für das Fernsehen, wo er für frühe Serien wie The Buccaneers (1956/57) und William Tell (1958/59) gebucht wurde. Nach 1960 wechselte er auf die andere Seite der Kamera und inszenierte für zahlreiche Fernsehserien und gelegentliche Fernsehfilme bis Mitte der 1990er Jahre. Hammonds Kinofilm Hering und Portwein, entstand 1970; mit dem Kinder-Western Phantom Kid inszenierte er sieben Jahre später ein zweites Mal für die Leinwand.

## Filmografie (Auswahl)
Schauspieler
- 1945: Waterloo Road
- 1949: The Huggetts Abroad
- 1956: XX unbekannt (X The Unknown)
- 1956–1957: Seeabenteuer (The Buccaneers)

Regisseur
- 1961–1964: Mit Schirm, Charme und Melone (The Avengers) (Fernsehserie, 18 Folgen)
- 1970: Hering und Portwein (Spring and Port Wine)
- 1977: Phantom Kid (The Phantom Kid)
- 1981: Die kleine Welt des Don Camillo (The Little World of Don Camillo) (Fernsehserie, 13 Folgen)
- 1987: Das Zeichen 4 (The Sign of Four) (Fernsehfilm)
- 1992: Der König der Erpresser (The Master Blackmailer) (Fernsehfilm)